# Black box (teater)
För andra betydelser, se Black box (olika betydelser).
Black box (engelska för "svart låda") syftar inom teater på en modern, flexibel form av scenrum, ofta ett svartmålat rum utan fast möblemang. Spelplatser och publikplacering kan varieras på valfritt sätt från en uppsättning till en annan, utan den traditionella fasta uppdelning mellan scen och publikplatser som förekommer i scenrumstyper som tittskåpsteater och arenateater.